# Comuna Apșa de Jos, Teceu
Apșa de Jos (în ucraineană Нижня Апша, transliterat: Nîjnea Apșa) este o comună în raionul Teceu, regiunea Transcarpatia, Ucraina, formată din satele Apșa de Jos (reședința), Peștera și Podișor.

## Demografie
Componența lingvistică a comunei Apșa de Jos
     Română (97,67%)
     Ucraineană (1,59%)
     Alte limbi (0,52%)
Conform recensământului din 2001, majoritatea populației comunei Apșa de Jos era vorbitoare de română (97,67%), existând în minoritate și vorbitori de ucraineană (1,59%).